# Ryuthela nishihirai
Ryuthela nishihirai là một loài nhện trong họ Liphistiidae. Chúng phát triển mạnh ở đảo Okinawa.

## Hình ảnh

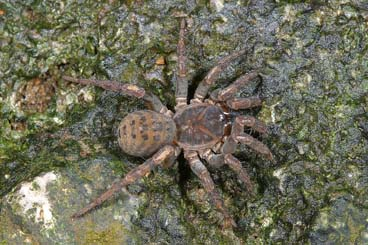